# 大賀賢励
大賀 賢励（おおが けんれい、1819年（文政2年） - 1906年（明治39年））は、伊勢国朝明郡東大鐘村出身の儒学者。

## 年譜
- 三重県四日市市下野地区の大鐘坂を登り付けた経塚公園に「大賀旭川の碑」が拝見できる。旭川の碑は賢励の80歳を記念して門弟が建立したもので現在の四日市市下野地区の文化遺産として大切にされている。下野地区出身の大賀賢励は少年時代から儒学と仏教学を学んだ[1]。学者をしての才能が認められた、浄円寺に生まれ、幼少の頃から儒学・仏教の成績が優秀で、九州豊後国の日田の広瀬淡窓の私塾の咸宜園に入門してさらに学者としての志しを高くした。咸宜園というのは高野長英や大村益次郎などが学んだ塾である。28歳で伊勢国に帰郷して、住職となり、後進の育成のために住職を辞職して、儒学の掇英園半学舎を開設した後に江戸で勉学に励み、漢学者として有名になった[2]。

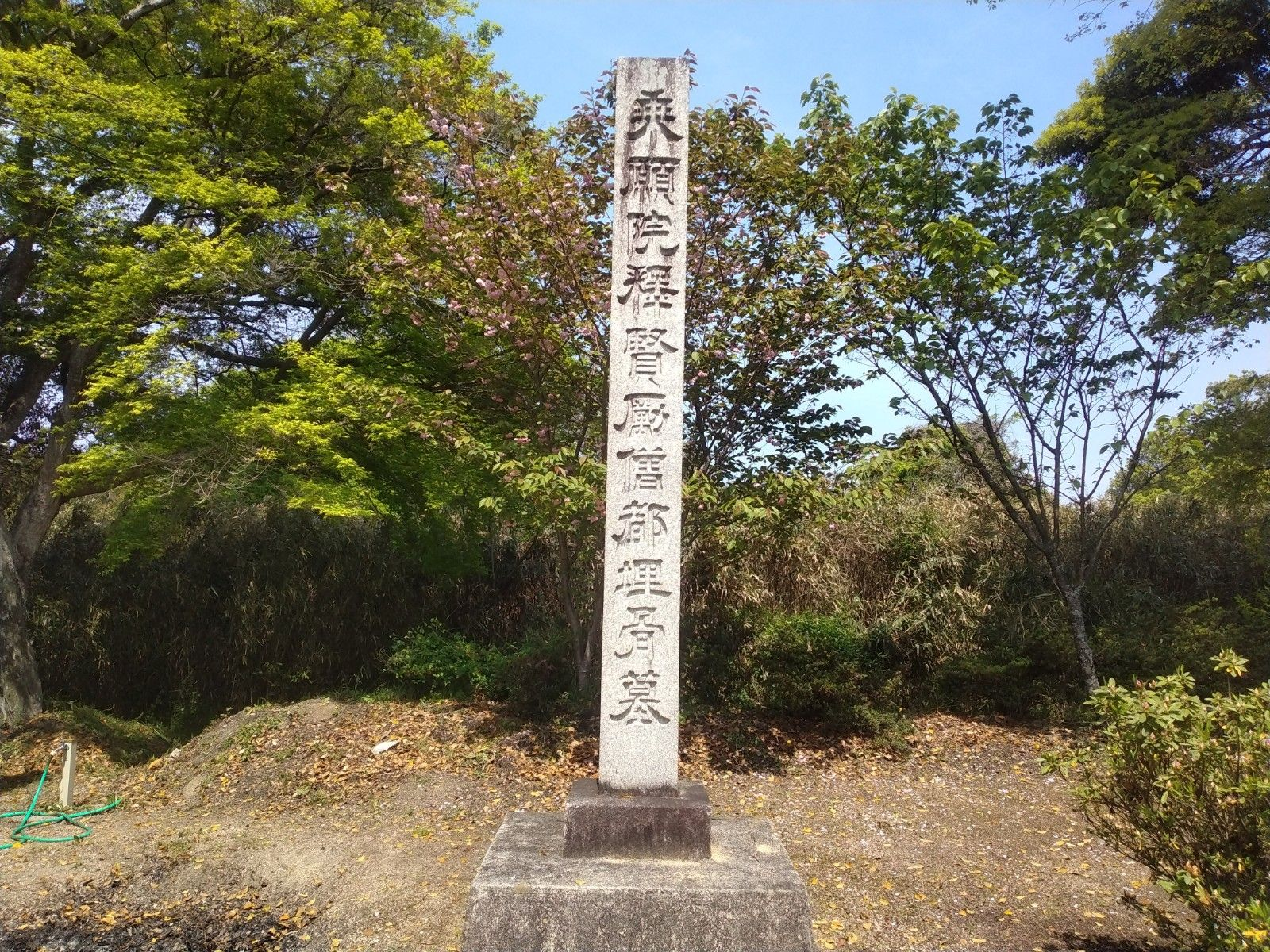
大賀賢励墓(四日市市経塚公園)

- 大賀賢励墓(四日市市経塚公園)儒学者として高名をはせた賢励の塾には、全国から塾生が集まり門下生は1000人以上に及んだ。1862年（文久2年）44歳で郷里大鐘村の浄円寺の住職となり、3年後の実の弟に住職を譲り子弟の教育に専念することになりました。忍藩の飛び地の大矢知にあった武蔵国の忍藩の藩校の興譲館の教頭に就任した。浄土真宗関係の活動もした。1872年（明治5年）の明治政府の官命で真宗大谷派の僧侶になる学力試験を実施したり、三重県の真宗の監督となり、1874年（明治7年）には政府当局に廃仏毀釈を翻意させる目的で「三条述義」を執筆した。賢励に教えを乞う者が非常に多かったので、1877年（明治10年）半学舎という私塾を創設した。塾名は書経から引用した名称で、「他を教えることは、半分は自分のための修養である」という言葉が由来である。賢励の教育者としての信念を表現した座右の銘である。半学舎によって外交官・学者・政治家・司法官・宗教家・実業家など多数の人材が各界に送り出し各分野で優れた人材となった功績は大きかった[3]。